# Жаннэ, Клодио
Клодио Жаннэ (фр. Claudio Jannet; 1844—1894) — французский экономист и писатель. По образованию юрист; всю жизнь провёл в стороне от политики; был профессором политической экономии в Парижском католическом институте.

## Взгляды в экономике
По своим взглядам, как они выражены в его теоретическом труде «Le socialisme d'Etat et la Réforme sociale» (2 изд., 1890), Жаннэ примыкал к школе либеральных экономистов (Поль Леруа-Больё, Леон Сэй, Молинари), противников государственного вмешательства в вопросы распределения. Современный ему экономический строй, по мнению Жаннэ, не был свободен от многочисленных существенных недостатков, при этом государство не было способно их уничтожить. Причины этого, по мнению Жаннэ, следующие: 
- первородный грех, сделавший страдание неизбежным уделом людей;
- ослабление религиозного чувства как в высших слоях общества, так и в народе, вследствие чего возникновение озлобленности в отношениях между классами
- великая революция, секуляризировавшая духовенство и уничтожившая излишне поспешно коллективное владение землёй, корпорации и патриархальные отношения между хозяевами и рабочими.

Практическая деятельность в пользу жертв промышленного строя должна состоять, прежде всего, в религиозной пропаганде («лучшее средство — это новое покорение Евангелием внутренних варваров»). От религии надо ждать полного разрешения всего социального вопроса, для чего следует предоставить церкви полную свободу и наделить её достаточными денежными средствами.
Все благотворительные учреждения должны носить строго религиозный характер, «предоставляя отпавшим от церкви рабочим пожинать плоды своего неверия». Капиталистам следует материально поддерживать благотворительные начинания церкви, следует самим проникнуться христианским милосердием и относиться к своим подчинённым по-братски, а рабочие должны самоотверженно нести возложенные на них судьбой обязанности, не увлекаясь бесплодными мечтами о равенстве и не завидуя богатым. Неравенство не составляет особенности только настоящего экономического строя: оно справедливо само по себе и необходимо для прогресса. Процветание науки и искусства требует, чтобы известная часть общества доставляла другой части необходимый досуг и даже известную долю комфорта.
В католическом лагере Жаннэ занимал видное место, стоя на крайне правых позициях. Противниками являются были католики, группировавшиеся вокруг графа де Мена. Государственное вмешательство и рабочее законодательство, которого настойчиво добивались де Мен и его друзья, составляют главный предмет спора между обеими группами. В этой полемике Жаннэ показал себя весьма несправедливым к противникам, за которыми остались симпатии прогрессивной части католиков.

## Труды
- Les institutions sociales et le droit civil en Sparte (1878),
- Les Etats-Unis contemporains (1878),
- Le crédit populaire et les banques en Italie du XV au XVIII siècle (1885),
- Les faits économiques et le mouvement social en Italie (1889),
- Les Précurseurs de la Franc-Maçonnerie au XVII et au XVIII siècle (1887),
- Le capital, la spéculation et la finance (1892).